# 薩昔不花
薩昔不花（13世纪—1315年，1309年－1315年在位），白帐汗国可汗，他可能是伯颜汗的儿子。也有认为他是那海的儿子或是秃花帖木儿的曾孙。
在金帐汗国首都即位，白帐汗国本来保持半独立地位，但因月即别汗伊斯兰化政策而被放逐。其子阿必散、穆巴拉·火者、乞迪兒。
| 前任： 伯颜 | 白帐汗国君主 1309年—1315年 | 繼任： 阿必散 |